# Jörg Zager

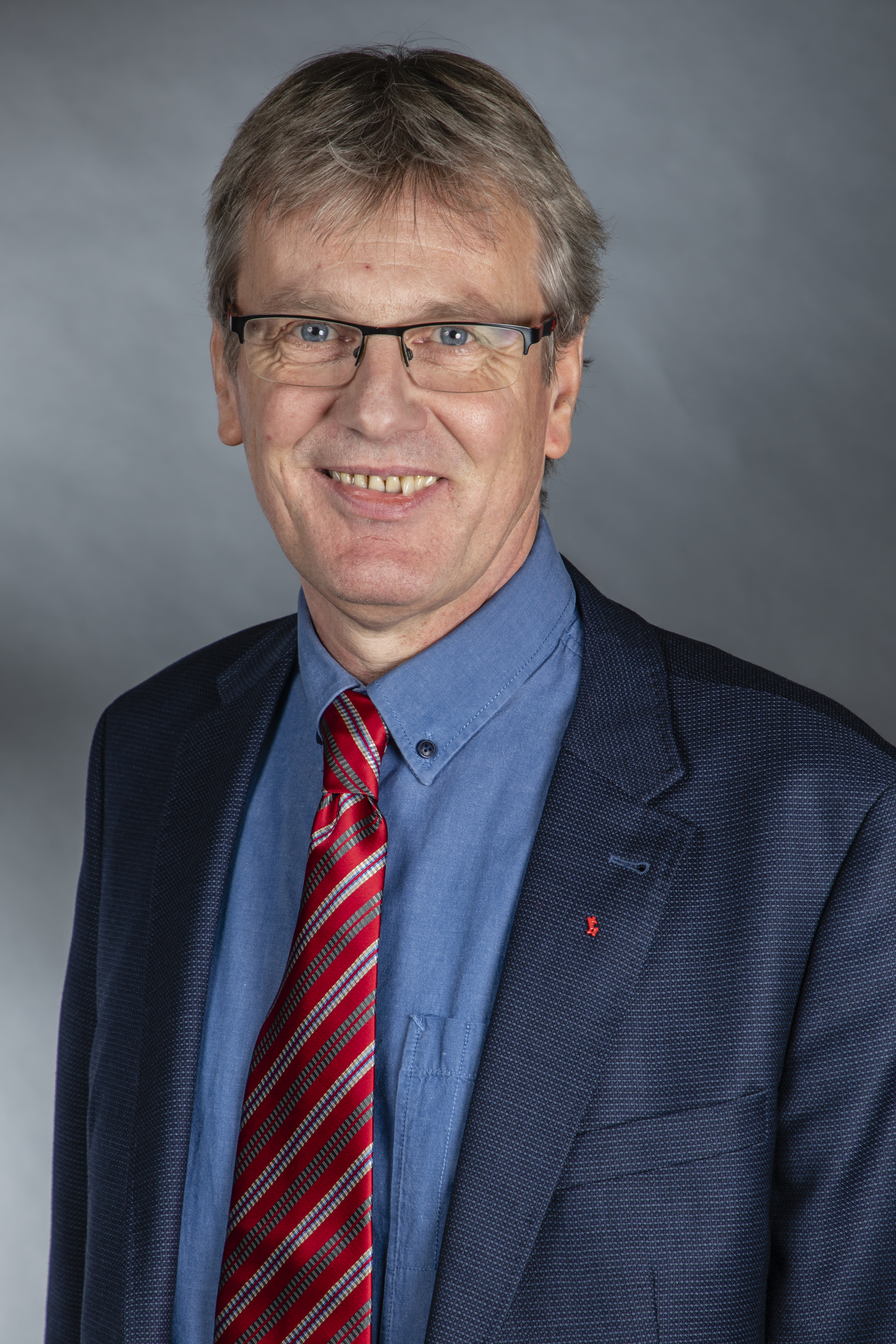
Jörg Zager (2019)

Jörg Zager (* 18. Januar 1962 in Bremerhaven) ist ein deutscher Verwaltungsfachangestellter und Politiker (SPD). Er ist seit 2019 mit kurzer Unterbrechung Mitglied der Bremischen Bürgerschaft.

## Biografie

### Ausbildung und Beruf
Zager absolvierte nach dem Abitur eine Ausbildung zum Verwaltungsfachangestellten. Seit 1981 ist er beim Magistrat der Stadt Bremerhaven beschäftigt, zuletzt im Sozialamt.

Er ist verheiratet und hat zwei Kinder.

### Politik
Zager ist seit 2002 Mitglied der SPD im Ortsverein Bremerhaven-Lehe-Nord, dort im Vorstand vertreten und seit 2018 stellvertretender Vorsitzender des Ortsvereins. 2018 wurde er von der SPD auf Platz drei der Bremerhavener Liste zur Bürgerschaftswahl gewählt. Im Mai 2019 wurde er schließlich in die Bürgerschaft gewählt.
Er war hier Mitglied im Betriebsausschuss Performa Nord,  im Vorstand der Bremischen Bürgerschaft (Schriftführer), im Ausschuss für Angelegenheiten der Häfen, Controllingausschuss, Haushalts- und Finanzausschuss, Rechnungsprüfungsausschuss und in der Deputation für Kinder und Bildung.
Bei der Bürgerschaftswahl in Bremen 2023 erhielt er kein Mandat mehr und schied aus der Bürgerschaft aus. Er rückte jedoch bereits am 8. Januar 2024 für Martin Günthner wieder in die Bürgerschaft nach.
Er ist aktuell Sprecher für berufliche Bildung der SPD-Fraktion.

### Weitere Mitgliedschaften
- Seit 1995 Mitglied im Personalrat der Verwaltung und seit 2004 bis 2019 Vorsitzender des Gesamtpersonalrats des Magistrats
- Seit 2003 Mitglied im Vorstand der Unfallkasse Freie Hansestadt Bremen und seit 2008 Vorsitzender des Vorstandes
- Seit 2010 bis 2020 Mitglied im Vorstand der Bildungsgemeinschaft Arbeit und Leben Bremerhaven e.V.
- Seit 2011 stellvertretendes Mitglied im Verwaltungsrat und des Widerspruchsausschusses der AOK Bremen/Bremerhaven